# Al Murgub
El districte d'Al Murgub (àrab: شعبية المرقب, xaʿbiyya al-Murqub) és un dels vint-i-dos districtes en els quals en l'actualitat es divideix políticament Líbia. La seva capital és la ciutat d'Al Khums i té una població de 432.202 habitants. Un tret geogràfic significatiu és que aquest districte posseeix costes sobre el mar Mediterrani. Limita amb els districtes de Trípoli a l'oest i Misrata a l'est.